# Docalidia insolita
Docalidia insolita är en insektsart som beskrevs av Nielson 1979. Docalidia insolita ingår i släktet Docalidia och familjen dvärgstritar. Inga underarter finns listade i Catalogue of Life.